# Hemiptarsenus carolinensis
Hemiptarsenus carolinensis är en stekelart som beskrevs av Yoshimoto och Ishii 1965. Hemiptarsenus carolinensis ingår i släktet Hemiptarsenus och familjen finglanssteklar. Inga underarter finns listade i Catalogue of Life.